# Lackawaxen River
Lackawaxen (ang. Lackawaxen River) – rzeka w amerykańskim stanie Pensylwania, dopływ rzeki Delaware.